# Stefanie Haidner
Stefanie Haidner (* 18. November 1977 in Wien) ist eine ehemalige österreichische Tennisspielerin.

## Karriere
Sie begann im Alter von neun Jahren mit dem Tennissport. Sie spielte überwiegend auf dem ITF Women’s Circuit, auf dem sie insgesamt 18 Doppeltitel gewann. Ihre besten Platzierungen in der WTA-Weltrangliste erreichte sie im Jahr 2004 mit Position 232 im Einzel und Position 165 im Doppel.
Haidner spielte 2007 für den TC Olympia Lorsch in der 2. Tennis-Bundesliga (Süd) sowie im Superliga-Team des Salzburger Tennisclubs. 2009 beendete sie ihre Profikarriere.

## Turniersiege
| Nr. | Jahr | Turnier         | Kategorie | Partnerin            |
| --- | ---- | --------------- | --------- | -------------------- |
| 1   | 1998 | Lecce           | $10.000   | Katja Altilia        |
| 2   | 1999 | Alkmaar         | $10.000   | Debby Haak           |
| 3   | 2000 | Mallorca        | $10.000   | Debby Haak           |
| 4   | 2000 | Biograd         | $10.000   | Bianca Kamper        |
| 5   | 2002 | Bergamo         | $10.000   | Silvia Disderi       |
| 6   | 2002 | Mont de Marsan  | $25.000   | Natacha Randriantefy |
| 7   | 2003 | Makarska        | $10.000   | Daniela Klemenschits |
| 8   | 2003 | Neapel          | $10.000   | Vanessa Menga        |
| 9   | 2003 | Torre Del Greco | $10.000   | Giulia Meruzzi       |
| 10  | 2005 | Neapel          | $10.000   | Ivana Abramovic      |
| 11  | 2005 | Bari            | $25.000   | Mervana Jugić-Salkić |
| 12  | 2005 | Helsinki        | $25.000   | Maria Geznenge       |
| 13  | 2005 | Mallorca        | $10.000   | Gianna Doz           |
| 14  | 2006 | Jesi            | $10.000   | Anais Laurendon      |
| 15  | 2006 | Dubrovnik       | $10.000   | Teodora Mirčić       |
| 16  | 2007 | Pörtschach      | $10.000   | Eva-Maria Hoch       |
| 17  | 2007 | Barcelona       | $10.000   | Biljana Pavlova      |
| 18  | 2008 | Neapel          | $10.000   | Sara Savarise        |